# Escuela de Ingenierías Industrial, Informática y Aeroespacial (Universidad de León)
La Escuela de Ingenierías Industrial, Informática y Aeroespacial de la Universidad de León se encuentra en el campus universitario de Vegazana, en el que tiene un edificio propio. En él se imparten actualmente 14 titulaciones adaptadas al Espacio Europeo de Educación Superior.
Surgió en 1979, por iniciativa de la Escuela de Minas, trasladándose en 1994 al recién construido edificio tecnológico, que acoge la escuela.
Presenta un edificio principal con aulas y despachos tanto de dirección, cómo de secretaria, y un edificio anexo al mismo dónde se encuentran laboratorios, varios simuladores de vuelo, y los despachos de los profesores que integran el personal docente de la escuela.

## Órganos directivos
| Cargo                                                                    | Nombre                             |
| ------------------------------------------------------------------------ | ---------------------------------- |
| Director                                                                 | Dr. D. Joaquín Barreiro García     |
| Subdirectora 1ª (Relaciones Institucionales)                             | Dra. Dª Inmaculada González Alonso |
| Subdirector 2º (Jefe de Estudios)                                        | Dr. D. Diego Domínguez Fernández   |
| Subdirectora 3ª (Coordinación)                                           | Dra. Dª Eva María Cuervo Fernández |
| Delegada del Director para Procesos de Acreditación y Calidad de Títulos | Dra. Dª. Rebeca Martínez García    |
| Secretaria                                                               | Dr. Dª Ángela Diez Diez            |

## Directores de la Escuela desde sus inicios
| Director/a                        | Nombramiento | Fin de mandato |
| --------------------------------- | ------------ | -------------- |
| D. Francisco Martínez Rebollo     | 1980         | 1985           |
| D. David Marcos Martínez          | 1985         | 2002           |
| Dr. D. Ángel Alonso Álvarez       | 2003         | 2011           |
| Dr. D. Ramón Ángel Fernández Díaz | 2011         | 2019           |
| Dr. D. Joaquín Barreiro García    | 2019         |                |

## Historia

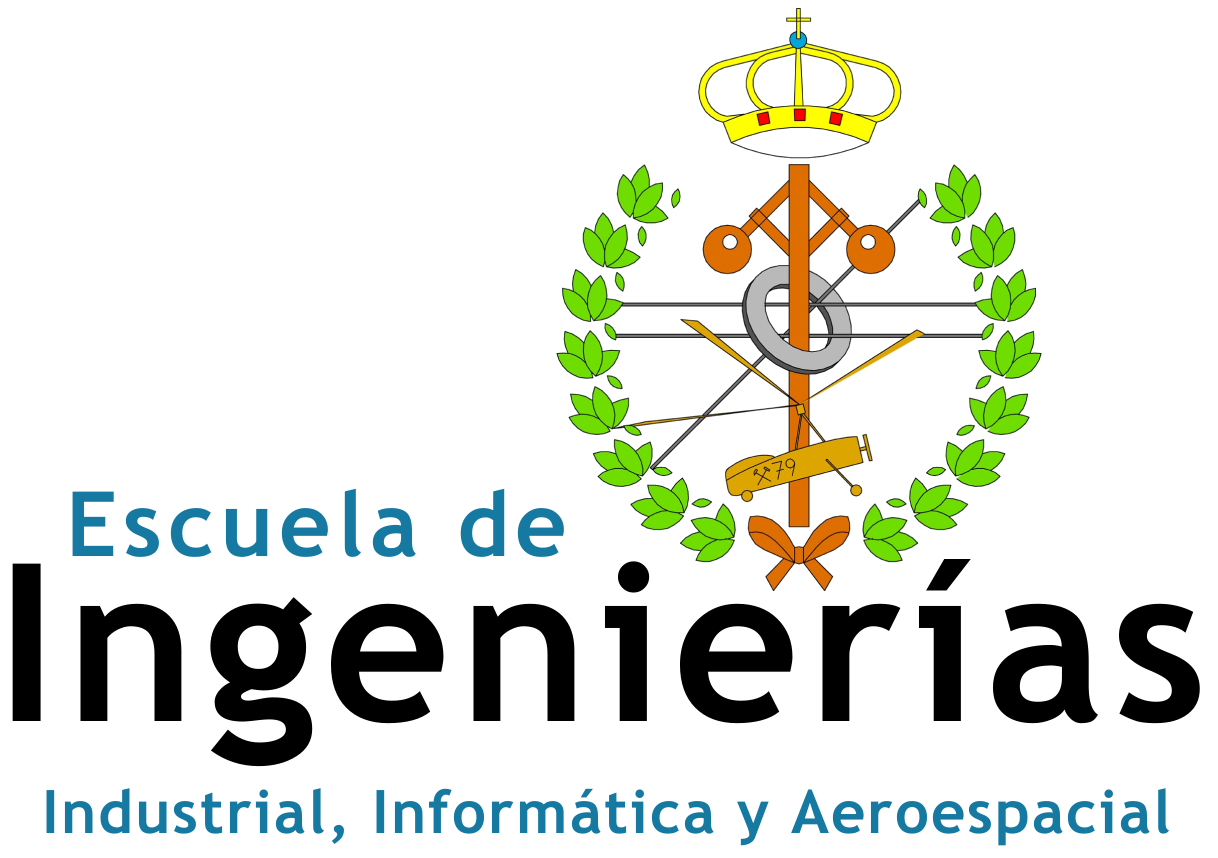
Escudo de la Escuela de Ingenierías Industrial, Informática y Aeroespacial (Universidad de León), con el nombre incluido.

La actual Escuela de Ingenierías Industrial, Informática y Aeroespacial de la Universidad de León tiene sus orígenes, bajo la denominación inicial de “Escuela Universitaria de Ingeniería Técnica Industrial”, en el mismo Real Decreto 29/1979 de 30 de octubre de 1979 con el que se instituyó la propia Universidad de León.
La Escuela Universitaria de Ingeniería Técnica Industrial comenzó su andadura en 1980 implantando la especialidad Eléctrica en el título de Ingeniero Técnico Industrial, con una "Intensificación de Electrónica, Regulación y Automatismos". En el curso 1983/1984 se incorpora la especialidad de Mecánica (intensificación de Estructuras e Instalaciones Industriales). 
En el año 1996 esta escuela se transforma en la Escuela de Ingenierías Industrial e Informática donde se impartirá (además de las titulaciones existentes) el segundo ciclo del título de Ingeniero Industrial y la nueva titulación de Ingeniero en Informática (iniciada en el año 1997), según aparece reflejado en el Decreto 31/1998 del 19 de febrero (BOCyL 24 de febrero de 1998). Esta nueva escuela contó con un edificio de nueva construcción en el Campus de Vegazana. En el curso 2001/2002 se implanta en la Escuela de Ingenierías Industrial e Informática el título propio de Técnico Superior Universitario en Aeronáutica. 
En el curso 2004/2005 dicho título propio se convierta en oficial, bajo la denominación de Ingeniero Técnico Aeronáutico, especialidad en Aeromotores. Finalmente, por acuerdo del Consejo de Gobierno de la Universidad de León, en sesión celebrada el día 9 de noviembre de 2017, la escuela recibe su actual denominación:  Escuela de Ingenierías Industrial, Informática y Aeroespacial.

## Titulaciones impartidas

### Grados
- Grado en Ingeniería Aeroespacial
- Grado en Ingeniería en Electrónica Industrial y Automática
- Grado en Ingeniería Informática
- Grado en Ingeniería Mecánica
- Grado en Ingeniería Eléctrica
- Grado en Ingeniería de Datos e Inteligencia Artificial

### Máster
- Máster Universitario en Ingeniería Industrial
- Máster Universitario en Ingeniería Informática
- Máster Universitario en Ingeniería Aeronáutica
- Máster Universitario en Investigación en Ciberseguridad
- Máster Universitario en Producción en Industria Farmacéutica
- Máster Interuniversitario en Inteligencia de Negocio y Big Data en entornos seguros
- Máster Interuniversitario en Industria 4.0
- Título propio de especialista en BIM

### Doctorado
- Doctorado en Ingeniería de Producción y Computación

### Titulaciones extinguidas
- Ingeniero Industrial 2º Ciclo
- Ingeniero en Informática
- Ingeniero Técnico Industrial.
- Ingeniero Técnico Aeronáutico: Especialidad en Aeromotores
- Máster Universitario en Ingeniería Acústica y Vibraciones (interuniversitario)

## Departamentos
- Dirección y Economía de la Empresa
  - Economía financiera y Contabilidad
  - Organización de Empresas
- Filología moderna
  - Filología inglesa
- Química y Física aplicada
  - Física aplicada
  - Ingeniería química
  - Química analítica
  - Química física
- Tecnología minera, Topografía y de Estructuras
  - Explotación de Minas
  - Expresión gráfica en la Ingeniería
  - Mecánica de los Medios continuos y Teoría de Estructuras
- Ingeniería Eléctrica, de Sistemas y Automática
- Ingeniería Informática, Mecánica y Aeroespacial
- Matemáticas
- Sanidad animal
- Biología molecular
- Ciencias biomédicas